# The World Over
The World Over ist eine Fernsehsendung des US-amerikanischen Fernsehsenders EWTN. 

## Inhalt
Die Sendung startete 1996 unter dem Titel The World Over Live. Es handelte sich damals um die erste Nachrichtensendung des Senders. Die Sendung ist eine wöchentlich ausgestrahlte Sendung, in der der Moderator Raymond Arroyo nach Eigenangabe des Senders die Zuschauer über verschiedene politische und kulturelle Themen aus einer römisch-katholischen Perspektive informiert.
Zu den Inhalten der Sendung gehören auch zahlreiche Interviews. Zu den Interviewpartnern gehörten unter anderem der ehemalige US-Präsident George W. Bush der Schauspieler Mel Gibson oder der Richter am Obersten Gerichtshof der Vereinigten Staaten Clarence Thomas. Zu den Interviewpartnern der letzten Jahre gehörten zahlreiche Republikaner, so Jim Jordan, Dan Patrick oder Mike Pence. Viele der Gäste werden dem Lager der katholischen Traditionalisten zugeordnet. Im Jahr 2009 gewann die Sendung den CableFax Magazine´s Award für Bestes Religiöses Programm.
Die Sendung erhielt vom National Catholic Reporter Kritik für zahlreiche kritische Beiträge über Papst Franziskus und die Weltsynode. Diese Kritik geschehe vor allem im wiederkehrenden Segment "The Papal Posse", unter anderem durch Äußerungen des Moderators Arroyo, der bzgl. der Synode von einem "hostile takeover" sprach, oder durch ähnliche Äußerungen des an der Sendung vor der Kamera Mitwirkenden Gerald Murray. Ein anderer Kritikpunkt sind meist unwidersprochene Äußerungen von Interviewpartnern, wie beispielsweise von Gerhard Kardinal Müller oder Athanasius Schneider, die in ihren Auftritten den Papst und die Synode scharf kritisierten.